# David Lemieux
David Lemieux (* 8. listopadu 1970) je kanadský hudební producent a archivář. Studoval na Carleton University, Concordia University a na University of East Anglia. Od roku 1999 spolupracuje se skupinou Grateful Dead, se kterou vydal již několik desítek alb. Je držitelem hlasovacího práva pro ceny Grammy, Juno a Gemini Award.